# Vřešťovská bažantnice
Vřešťovská bažantnice je přírodní rezervace poblíž obce Velký Vřešťov v okrese Trutnov. Oficiálně byla vyhlášena 13. září 1949 na rozloze 10,42 ha, ochrana území má však počátky již v roce 1933. K podstatnému rozšíření rezervace došlo v roce 1986 vyhlášením chráněného přírodního výtvoru U Vřešťovské bažantnice a to na rozloze 10,67 ha. Přírodní rezervace leží 286 metrů nad mořem.
Důvodem ochrany je ochrana části lužního lesa s vysokou hladinou spodní vody v povodí říčky Trotiny. Území je významné z hlediska botanického, lesnického a zoologického jako druhově bohaté stanoviště s faunou a florou typickou pro dané, dnes již mizející prostředí.

## Lokalita
Oblast přírodní rezervace se rozkládá přibližně 1 kilometr jižně od obce Velký Vřešťov a přibližně 8 km východně od města Hořice. Skrz lokalitu protéká říčka Trotina a nachází se zde i Velkovřešťovský rybník.

## Přírodní poměry

### Geologie
Lokalita se nachází na křídových sedimentech, konkrétním druhem horniny je opuka. Jelikož toto podloží je bohaté na vápník, odpovídá tomu i skladba vegetace. Oblasti, které se nachází níže, mají podloží tvořené písčitými a hlinitými sedimenty.

### Flóra
Samotná oblast přírodní rezervace je tvořena lužní doubravou s bohatým bylinným patrem. Kolem říčky Trotina a Velkovřešťovského rybníka se rozkládají olšiny se starými duby. V těchto oblastech roste svízel Schultesův (Galium schultesii), lilie zlatohlavá (Lilium martagon) či zapalice žluťuchovitá (Isopyrum thalicroides). Starý dubohabrový les obsahuje řadu doupných stromů, které slouží jako ptačí hnízdiště.

### Fauna
Oblast přírodní rezervace poskytuje útočiště řadě obratlovců a i zástupcům bezobratlých. Jedná se například o slepýše křehkého (Anguis fragilis), užovku obojkovou (Natrix natrix) nebo nočního ptáka puštíka obecného (Strix aluco). Příležitostně je možné pozorovat ledňáčka říčního (Alcedo atthis). Z dalších zástupců ptáků se zde vyskytuje například žluva hajní (Oriolus oriolus), strakapoud prostřední (Dendrocopos medius), lejsek šedý (Muscicapa striata). Ze zástupců hmyzu je zde pozorován zvláště chráněných brouk krajník hnědý (Calosoma inquisitor).

## Turismus
Severně od přírodní rezervace vede žlutě značená turistická cesta z Hořic přes Chotěborky do Jaroměře, téměř kolem prochází silnice Velký Vřešťov – Hořiněves.